# General Electric Company (P.L.C.)
La General Electric Company, o GEC, era un conglomerado industrial británico importante, implicado en productos de consumo y electrónica de la Industria armamentística, comunicaciones, e ingeniería.  La compañía fundada en 1886, era del empresario privado más grande de Gran Bretaña con arriba de 250.000 empleados en los años 80, y en su apogeo en la década de 1990, obtuvo ganancias de más de mil millones de libras esterlinas al año.
En junio 1998, GEC vendió su participación en la empresa conjunta GEC-Alsthom a la bolsa de valores de París. En diciembre de 1999, el brazo de defensa de GEC, la Compañía Marconi, fue vendida a British Aerospace, formando BAE Systems.
El resto de GEC, principalmente la fabricación de equipos de telecomunicaciones, continuó como Marconi Communications. Después de comprar varios fabricantes de telecomunicaciones estadounidenses en la cima del mercado, las pérdidas que siguieron al estallido de la burbuja de las empresas puntocom en 2001 llevaron a la reestructuración en 2003 de Marconi plc en Marconi Corporation plc. En 2005, Ericsson adquirió la mayor parte de esa empresa. Lo que quedaba del negocio pasó a llamarse Telent.

## Historia

### Primeros Años (1886 – 1888)

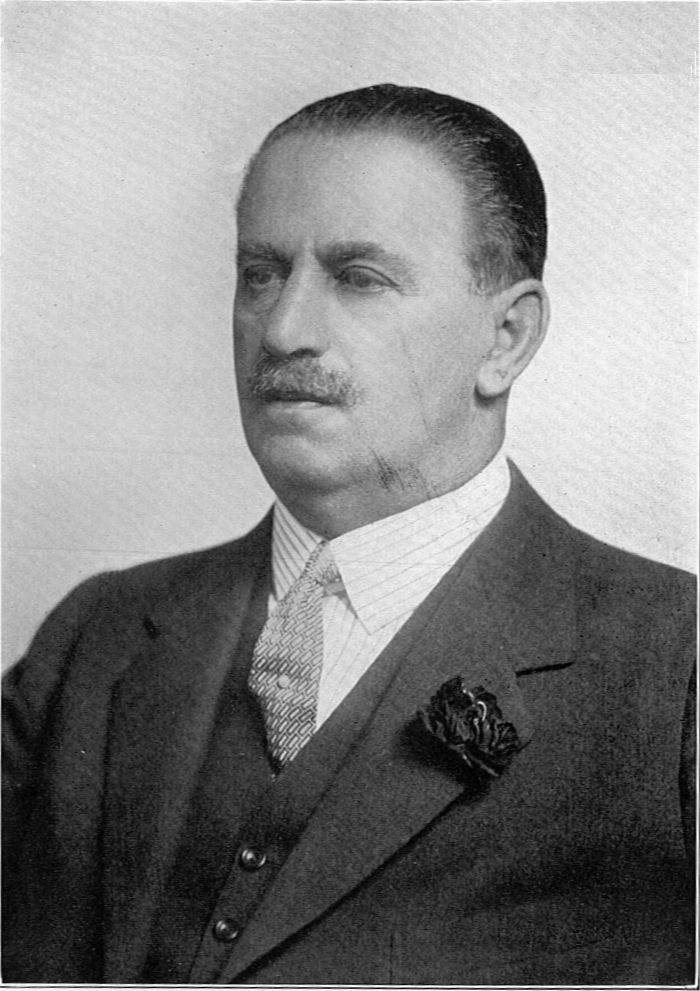
Hugo Hirst, c. 1930

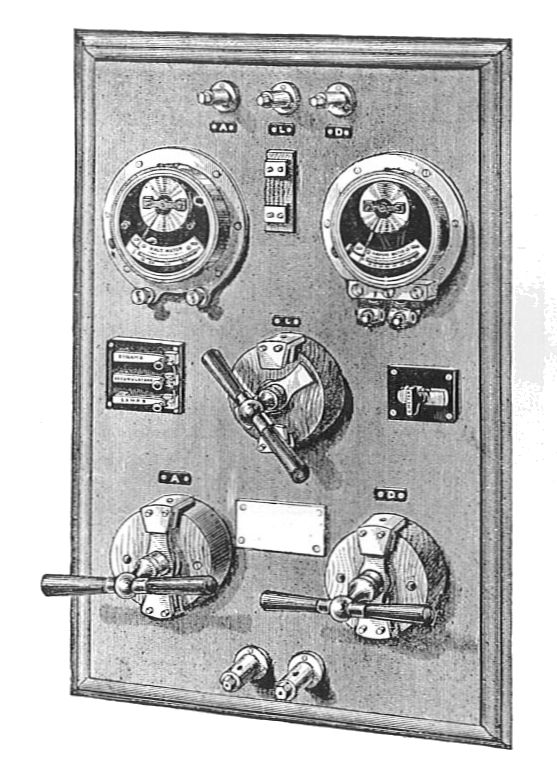
Centralita temprana, c. 1888

GEC Tuvo sus orígenes en el G. Binswanger and Company, un mayorista de artículos eléctricos establecido en Londres en 1880 por un inmigrante judío alemán, Gustav Binswanger (mas tarde conocido como Gustav Byng). Considerado como el año que se fundó GEC, 1886 vio a un inmigrante amigo, Hugo Hirst, unirse a Gustav Byng, y la compañía cambió su nombre a The General Electric Apparatus Company (G. Binswanger).
Su pequeña empresa tuvo un éxito temprano con su método poco ortodoxo de suministrar componentes eléctricos sin receta. Hugo Hirst fue un vendedor emprendedor que vio el potencial de la electricidad y fue capaz de dirigir la estandarización de una industria desde sus orígenes. Viajó por Europa con la mirada puesta en los últimos productos y, en 1887, la empresa publicó el primer catálogo eléctrico de su tipo. Al año siguiente, la empresa adquirió su primera fábrica en Salford, donde se fabricaban timbres eléctricos, teléfonos, rosetones e interruptores.

### Incorporación y expansión (1889 – 1913)
En 1889, la empresa se constituyó como una empresa privada conocida como General Electric Company Ltd. La empresa se estaba expandiendo rápidamente, abriendo nuevas sucursales y fábricas, comercializando 'todo lo eléctrico', una frase que se convertiría en sinónimo de GEC.
En 1893 decidió invertir en la fabricación de lámparas. La empresa resultante (que se convertiría en Osram en 1909), iba a liderar el camino en el diseño de lámparas, y la creciente demanda de iluminación eléctrica iba a hacer la fortuna de GEC.
En 1900, GEC se incorporó como sociedad anónima (Public Limited Company (PLC)) con el nombre de The General Electric Company (1900) Ltd. (la '1900' se eliminó tres años después).
En 1902, se inauguró su primera fábrica especialmente diseñada, Witton Engineering Works, cerca de Birmingham.
En 1907, GEC estableció Peel-Connor Telephone Works para fabricar centrales telefónicas y teléfonos para la GPO (General Post Office del Reino Unido de Gran Bretaña); GEC supuso un gran cambio para Glasgow en 1910. El sistema telefónico británico había sido asumido y operado por la Oficina General de Correos (GPO o BPO, un departamento gubernamental). La sección de fabricación de teléfonos se trasladó de Manchester a Coventry en 1919, y GEC era una de las cuatro (más tarde cinco) empresas que suministraban a la GPO centrales telefónicas automáticas Strowger (llamadas "paso a paso" o SXS) en uso desde la década de 1920 hasta la de 1960.
Con la muerte de Gustav Byng en 1910, Hugo Hirst se convirtió en presidente y director gerente, cargo que había asumido en 1906. La astuta inversión de Hirst en la fabricación de lámparas estaba resultando sumamente rentable. En 1909, Osram inició la producción de las lámparas de filamento de tungsteno más exitosas de la industria. El uso privado y comercial de electricidad en rápido crecimiento generó una gran demanda. La compañía se expandió tanto en Inglaterra como en el extranjero, con el establecimiento de agencias en Europa, Japón, Australia, Sudáfrica e India. También hizo un comercio sustancial con América del Sur.

### Correo y Guerras mundiales (1914 – 1960)
El estallido de la Primera Guerra Mundial transformó a GEC en un actor importante en la industria eléctrica. Estuvo muy involucrado en el esfuerzo de guerra, con productos como radios, lámparas de señalización y los carbones de las lámparas de arco utilizados en los reflectores.
Entre guerras, GEC se expandió para convertirse en una corporación global y una institución nacional. La adquisición de Fraser y Chalmers en 1918 llevó a GEC a la ingeniería pesada y reforzó su pretensión de suministrar "todo lo eléctrico". Ese mismo año, el fabricante de contadores de electricidad, Chamberlain y Hookham, también fue adquirido por GEC.
En 1917, GEC creó Express Lift Company en Northampton, Inglaterra.
En 1919, GEC fusionó sus intereses de fabricación de válvulas de radio con los de Marconi Company para formar Marconi-Osram Valve Company.
En la década de 1920, la empresa estuvo muy involucrada en la creación de National Grid en todo el Reino Unido. La apertura de una nueva sede de la empresa especialmente diseñada (Magnet House) en Kingsway, Londres en 1921, y los laboratorios de investigación industrial pioneros en Wembley en 1923 (más tarde llamado Centro de Investigación Hirst), fueron un símbolo de la continua expansión tanto de GEC como de la industria eléctrica.
En la Segunda Guerra Mundial, GEC fue un importante proveedor para el ejército de productos eléctricos y de ingeniería. Contribuciones significativas al esfuerzo de guerra incluyeron el desarrollo en 1940 del magnetrón de cavidad para radar, por los científicos John Randall y Harry Boot de la Universidad de Birmingham, así como los avances en la tecnología de las comunicaciones y la producción en masa en curso de válvulas, lámparas y equipos de iluminación.
Los años de la posguerra vieron un declive en la expansión de GEC. Después de la muerte de Hugo Hirst en 1943, su yerno Leslie Gamage (hijo mayor del fundador de Gamages), junto con Harry Railing, asumieron el cargo de directores generales adjuntos. A pesar de la enorme demanda de bienes de consumo eléctrico y las grandes inversiones en ingeniería pesada y energía nuclear, las ganancias comenzaron a caer ante la competencia y la desorganización interna.

### Mayor expansión (1961 – 1983)
En 1961, GEC se fusionó con Radio & Allied Industries de Sir Michael Sobell, y con ella surgió el nuevo poder detrás de GEC, el yerno de Sobell, Arnold Weinstock, quien se convirtió en director gerente de GEC en 1963, y trasladó su sede de Kingsway a un nuevo edificio en 1 Stanhope Gate en Mayfair.
Weinstock se embarcó en un programa para racionalizar toda la industria eléctrica del Reino Unido, comenzando con el rejuvenecimiento interno de GEC. En un impulso por la eficiencia, Weinstock hizo recortes e instigó fusiones, lo que resultó en un nuevo crecimiento para la empresa. GEC volvió a obtener beneficios y se recuperó la confianza de los mercados financieros.
A fines de la década de 1960, la industria eléctrica se revolucionó cuando GEC adquirió Associated Electrical Industries (AEI) en 1967, que abarcaba Metropolitan-Vickers, British Thomson-Houston, Edison Swan, Siemens Brothers & Co, Hotpoint, William Thomas Henley y Birlec.
En 1968, GEC se fusionó con English Electric, incorporando Elliott Brothers, Marconi Company, Ruston & Hornsby, Robert Stephenson & Hawthorns, Vulcan Foundry, Willans & Robinson y Dick, Kerr & Co. La compañía de computadoras Elliot se convirtió en GEC Computers, cuyos productos tuvieron éxito en la computación académica y el control de procesos en tiempo real en las décadas de 1970 y 1980.
La planta de Witton siguió siendo uno de los sitios más grandes de la compañía, produciendo conmutadores y transformadores de alto voltaje, motores pequeños, rectificadores de arco de mercurio y componentes de tracción, hasta que Weinstock vendió gradualmente la planta en 1969.
En 1969, nació una nueva compañía subsidiaria, English Electric-AEI Traction Ltd. Esta nueva organización integró lentamente las divisiones de tracción de AEI y EE, culminando en 1972 cuando la compañía pasó a llamarse GEC Traction Ltd. También se agregó a la compañía la división de locomotoras industriales de la antigua English Electric que tenía su sede en Vulcan Works, Newton-le-Willows (que más tarde se convirtió en una empresa separada, GEC Industrial Locomotives Ltd). La empresa tenía plantas de fabricación en Manchester, Preston y Sheffield.
La compañía continuó expandiéndose con la adquisición en 1979 del fabricante de máquinas de pesaje W & T Avery, rebautizado como GEC Avery.
En abril de 1981, GEC adquirió Cincinnati Electronics (CE), en Cincinnati, Ohio, en ese momento propiedad de George J. Mealey. CE era líder en radios militares y tecnología infrarroja, electrónica espacial y otros productos de alta seguridad, y operaba en todo el mundo. (Ahora propiedad de L-3 Cincinnati Electronics).
En 1981, GEC adquirió Picker Corporation, un fabricante estadounidense de equipos de imágenes médicas. GEC fusionó Picker con Cambridge Instruments, GEC Medical y American Optical para formar Picker International (PI). GEC Medical era en sí misma una fusión de Watson & Sons Ltd, formada a principios del siglo XX en Londres y durante mucho tiempo parte de GEC, y A E Dean & Co de Croydon. En 1982, PI introdujo la primera unidad de imagen por resonancia magnética (IRM) 1.0T. En 1998, adquirió la división CT de Elscint. En 1999, la empresa cambió su nombre a Marconi Medical Systems. En 2001, Philips compró Marconi Medical Systems por $ 1.1 mil millones.

### Adquisiciones y fusiones (1984 – 1997)
GEC se había convertido en la empresa privada más grande y exitosa del Reino Unido, con aproximadamente 250.000 empleados. En 1984 se convirtió en una de las primeras empresas en el nuevo índice FTSE 100, ocupando el tercer lugar en valor detrás de British Petroleum y Shell Transport and Trading.
En 1985, GEC adquirió Yarrow Shipbuilders de British Shipbuilders. En 1988 se creó GEC Plessey Telecommunications (GPT) cuando GEC compró Plessey. Al año siguiente, GEC y Siemens formaron una empresa conjunta, GEC Siemens plc, para hacerse cargo de Plessey. Como parte del acuerdo, GEC tomó el control de los negocios de sistemas navales y aviónica de Plessey.
En 1989, GEC y la empresa francesa Alsthom fusionaron sus negocios de transporte y generación de energía en una nueva empresa conjunta, GEC-Alsthom. En mayo de 1989, GEC-Alsthom compró el fabricante británico de vehículos ferroviarios Metro-Cammell.
En 1996, Otis Elevator Company adquirió The Express Lift Company de GEC.
A mediados de la década de 1990, GEC obtenía ganancias de mil millones de libras esterlinas, tenía reservas de efectivo de tres mil millones de libras esterlinas y estaba valorado en diez mil millones de libras esterlinas.
El paso hacia la electrónica y la tecnología moderna, particularmente en el sector de la defensa, supuso una desviación del mercado nacional de productos eléctricos. GEC adquirió Ferranti Defense Systems Group con sede en Edimburgo en 1990, así como parte de los activos de Ferranti International en Italia. También compró Vickers Shipbuilding & Engineering (VSE) en 1995. VSE estaba dispuesta a participar en una fusión con una empresa más grande para reducir su exposición a los ciclos en la producción de buques de guerra, particularmente a la luz de la defensa de "Opciones para el cambio" posterior a la Guerra Fría. Tras la compra de GEC, VSE se convirtió en Marconi Marine.
Lord Weinstock se retiró como director gerente en 1996 y fue reemplazado por George Simpson, quien se embarcó en una serie de fusiones y adquisiciones en Estados Unidos. En julio de 1997, GEC anunció los resultados de una revisión importante: se alejaría de sus empresas conjuntas y se centraría en avanzar hacia el "liderazgo global" en defensa y aeroespacial (Marconi Electronic Systems), electrónica industrial (GEC Industrial Electronics) y comunicaciones (GEC Communications)..
En febrero de 1998, Marconi Instruments, la rama de equipos de prueba de GEC, se vendió a IFR Systems.
En marzo de 1998, GEC anunció la fusión de su negocio de radar y aviónica con Alenia Difesa para formar Alenia Marconi Systems.
En junio de 1998 completó la adquisición por 1.400 millones de dólares del importante contratista de defensa estadounidense Tracor, que pasó a formar parte de MES.
Después de que fracasaran la mayoría de sus adquisiciones en EE.UU., GEC comenzó a tener pérdidas. Las reservas de efectivo que Lord Weinstock había acumulado durante los años ochenta y principios de los noventa habían desaparecido y la empresa estaba muy endeudada.

### Venta de Marconi Electronic Systems (1998 – 1999)
Desde octubre de 1998, los informes habían estado vinculando a British Aerospace (BAe) con el grupo aeroespacial alemán DASA. GEC también fue visto como un socio potencial en una fusión a tres bandas con BAe y DASA.
En diciembre de 1998, surgieron informes de que GEC estaba buscando un socio para MES, cuyo valor aumentó considerablemente con la adquisición de Tracor. Los posibles socios incluyeron a Thomson-CSF (en 1998 en el camino hacia la privatización) y varios contratistas de defensa estadounidenses (por ejemplo, Lockheed Martin y TRW).. GEC ya había estado activo en la búsqueda de la consolidación en el negocio de la defensa. En 1997, hizo una oferta finalmente infructuosa al gobierno francés para privatizar Thomson-CSF y fusionarlo con MES.
La fusión de empresas del Reino Unido pronto se convirtió en el desarrollo más probable. A mediados de enero de 1999, GEC y British Aerospace confirmaron que estaban manteniendo conversaciones. El 19 de enero, se anunció que British Aerospace iba a adquirir Marconi Electronic Systems por £ 7.7 mil millones (U$S 12.75 mil millones).

### Marconi plc (1999 – 2002)
Si bien el acuerdo aún no se había completado, GEC utilizó gran parte de los ingresos anticipados de la venta de MES para comprar empresas en 1999. Esto fue parte de un importante reajuste de la empresa para centrarse en el floreciente sector de las telecomunicaciones, y se convirtió en un fabricante de equipos de telecomunicaciones e internet.
En 1999, Marconi plc compró dos fabricantes de equipos estadounidenses: RELTEC Corporation en marzo por 1.300 millones de libras esterlinas y FORE Systems en abril por 2.800 millones de libras esterlinas, para complementar el negocio de telecomunicaciones de su subsidiaria Marconi Communications. Más tarde ese año, GEC adquirió el astillero Kvaerner's Govan.
En abril de 2000, adquirió Mobile Systems International por 391 millones de libras esterlinas.
Estas adquisiciones se realizaron en el apogeo de la burbuja de las puntocom, y el estallido de la burbuja en 2001 afectó mucho a Marconi. En julio de 2001, Marconi plc sufrió una caída del 54% en el precio de sus acciones luego de la suspensión de la negociación de sus acciones, una advertencia de ganancias y despidos. Su director gerente, Lord Simpson, se vio obligado a dimitir. Las acciones que valían £ 12.50 en el pico de GEC habían caído a £ 0.04. La propia participación de Lord Weinstock, una vez valuada en 480 millones de libras esterlinas, se redujo a 2 millones de libras esterlinas.

### Marconi Empresa plc y quiebra (2002 – 2005)
El 19 de mayo de 2003, Marconi plc se sometió a una reestructuración y se convirtió en Marconi Corporation plc, asesorada por Lazard y Morgan Stanley. Los accionistas de Marconi recibieron una acción de Marconi Corporation por cada 559 acciones de Marconi. En un canje de deuda por acciones, los acreedores de la empresa recibieron el 99,5% de las acciones de la nueva empresa.
En 2005, la compañía no logró asegurar ninguna parte del programa 21st Century Network (21CN) de BT, lo que sorprendió a los comentaristas y provocó la caída de las acciones de la compañía. Antes del anuncio, el banco de inversión Dresdner Kleinwort había dicho: "[Marconi está] tan avanzado con sus productos y tan afianzado con BT Group plc que su selección parece segura". Se recibieron varias ofertas por el negocio, incluida una de Huawei Technologies, con quien Marconi ya tenía una empresa conjunta.

Hasta el colapso del grupo Marconi en 2005 y 2006, la empresa era un importante proveedor de productos de protocolo de Internet, Gigabit Ethernet y modo de transferencia asíncrona. La mayoría de los negocios de Marconi Corporation (incluidos Marconi Communications y los derechos del nombre Marconi) se vendieron a Ericsson en 2005, y el resto pasó a llamarse Telent plc.
El 27 de octubre de 2006, la empresa cedió voluntariamente.